# Livezile (okręg Alba)
Livezile – wieś w Rumunii, w okręgu Alba, w gminie Livezile. W 2011 roku liczyła 634 mieszkańców.